# Olaf Kitzig

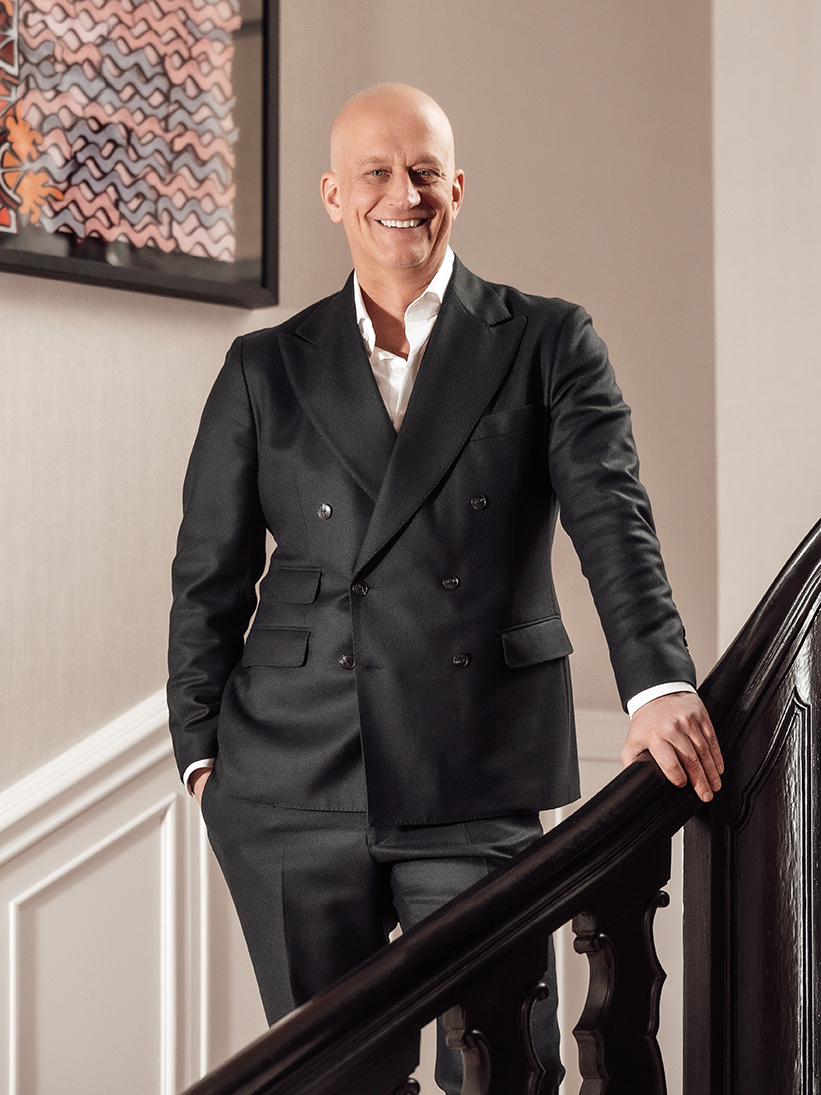
Olaf Kitzig, 2023

Olaf Kitzig (* 5. April 1971 in Lippstadt) ist ein international tätiger deutscher Interior Designer.

## Leben
Mit 17 Jahren begann Kitzig eine Ausbildung zum Maler und Lackierer bei einem Maler und Restaurator. Nachdem er diese erfolgreich beendet hatte, absolvierte er zusätzlich noch die Ausbildung zum Schauwerbegestalter. Im Anschluss absolvierte er eine Ausbildung zum staatlich geprüften Einrichtungsfachberater an der Fachschule des Möbelhandels in Köln. Im Anschluss war Olaf Kitzig im internationalen Möbelhandel sowie anschließend in der Einrichtungsberatung unter anderem in London, Malta und Georgia/USA tätig. 1998 machte er sich mit der eigenen Firma „Kitzig Interior Design – Architecture Group“ in seiner Heimatstadt Lippstadt selbständig. 2001 wurde ein zweites Büro in Bochum eröffnet. 2011 erfolgte die Erweiterung um ein drittes Büro in München. Im Oktober 2018 wurde ein weiteres Büro in Düsseldorf eröffnet.
Ende 2017 folgte eine Neustrukturierung des Kreativbüros, indem die internen Kompetenzen Kommunikationsdesign und Produktmanagement herausgelöst und zu eigenständigen Unternehmen – Kitzig Identities und Kitzig Details – geformt wurden. Kitzig gründete zu diesem Zweck die Management Holding Kitzig Design Studios, welche alle drei Kreativbüros bündelt. Er beschäftigt insgesamt über 50 Mitarbeiter aus den Disziplinen Innenarchitektur, Architektur, Design, Produkt- und Kommunikationsdesign.
Zu seinen Projekten zählen unter anderem die Sanierung des historischen 5-Sterne-Golfhotels Schloss Fleesensee, des 7Pines Ibiza, der Lufthansa Lounge am Flughafen Mailand-Malpensa, die Gestaltung aller GOP Varietés in Deutschland, Yaya World of Bowls Restaurant in Münster, das Hotel Grand Tirolia in Kitzbühel, das WACA Restaurant in München, den Flagshipstore s.Oliver München (2021), sowie die Denkmalgeschützte Villa „The Flat“ (ehemals Villa des britischen Generalkonsuls) oder das Restaurant La Vie by Thomas Bühner in Taiwan.

## Tätigkeit
Die Kitzig Design Studios vereinen Interior Design und Architektur mit Brand Design und Kommunikation. Der gestalterische Fokus liegt hauptsächlich auf Hospitality, Health Care, Retail und Office sowie im Privatraum. Zu den Kunden zählen internationale Auftraggeber wie Lufthansa AG, Hilton, AccorHotels Group, Deutsche Bahn, Mövenpick, Sparkasse und viele weitere.

## Ehrungen und Auszeichnungen
- Top 10 German Interior Designers 2015, Coveted Magazin.[21]
- Finest Interior Award 2016, Kategorie Lighting Design[22]
- BUILD Architecture Award 2016, German Interior Designer of the Year[23]
- Coveted Edition, Top 100 Interior Designers, 2017[24]
- Ege Carpet Design 2016
- European Hotel Design Award, Projekt Schlosshotel Fleesensee, Nomination 2016[25]
- AI Global Excellence Awards 2016, German Designer of the Year 2016
- Hideaways Newcomer of the Year 2017, Projekt Schlosshotel Fleesensee[26]
- International Hotel & Property Design Awards 2017, Shortlisted, Projekt Schlosshotel Fleesensee[27]
- BUILD Excellence Award for Space Planning 2017, Best Architectural & Interior Design Firm – Germany[28]
- AHEAD Award 2017, Nomination 2017, Projekt Schlosshotel Fleesensee[29]
- Iconic Awards 2017, Winner, Projekt Schlosshotel Fleesensee[30]
- German Design Award 2018, Winner, Projekt Schlosshotel Fleesensee[31]
- German Design Award 2018, Winner, Projekt Mercure Wittenbergplatz Berlin[32]
- German Brand Award 2018, Winner, Projekt Volksbank Hohenlimburg V8[33]
- Wachstumschampion 2018, Top 500 der schnellst wachsenden Unternehmen Deutschlands[34]
- Iconic Award 2018, Winner, Suiten in Novotel City Munich[35]
- BUILD Excellence Award for Space Planning 2018, Best Architectural & Interior Design Firm – Germany[36]
- Wachstumschampions 2019, Top 500 of the fastest growing companies in Germany
- German Design Award 2019, Winner, Projekt Lufthansa Lounge Milano Malpensa[37]
- German Design Award 2020, Winner, Projekt S-Bahnstationen Hamburg[38]
- 101 besten Hotels Deutschlands 2020, Winner, Projekt Schloss Fleesensee
- World Luxury Spa 2020, Winner, Projekt Pure Seven Spa (7Pines Resort Ibiza)[39]
- Best of Interior 2022, Auszeichnung, Private Residence Düsseldorf[40]

## Veröffentlichungen
- The Magic World of Kitzig Interior Design, Band I, 2016, ISBN 978-3-00-054446-0.
- The Magic World of Kitzig Interior Design, Band II, 2018.
- A Love Affair, 2020
- Places, 2021
- The Stories behind, 2022
- The Meaning of Feeling Good, 2022